# 돗사카촌
돗사카촌(鳥坂村)은 니가타현 나카쿠비키군에 있던 촌이다.

## 역사
- 1889년 4월 1일 - 정촌제 시행에 의해 나카쿠비키군 돗사카이 성립하였다.
- 1954년 11월 1일 - 아라이 정, 야시로 촌, 히다 촌, 이즈미 촌, 히라마루 촌, 미나카미 촌, 가미사토 촌 및 와다 촌의 일부와 합병, 시로 승격해 아라이시가 되어 소멸하였다.

## 참고문헌
- 『市町村名変遷辞典』東京堂出版、1990年。